# Недялко Йорданов
Недялко Асенов Йорданов е български поет, драматург, режисьор, композитор и певец.

## Биография
Недялко Йорданов е роден на 18 януари 1940 г. в Бургас, в семейството на Асен и Кина Йорданови. Има по-малък брат – Чавдар Йорданов. Завършва гимназия в родния си град Бургас през 1957 г., а през 1962 г. – българска филология в Софийския държавен университет. През периода 1962 – 1963 г. работи като учител по литература в Малко Търново.
Започва да публикува поезия през 1954 г. във вестник „Черноморски фронт“ (Бургас). От 1963 до 1999 г. работи единствено в театъра.
От 1963 до 1983 г. е драматург и режисьор на Бургаския драматичен театър „Адриана Будевска“ , а от 1983 до 1990 година е и художествен ръководител на същия театър. През 1980 – 1988 г. е основател и главен редактор на Алманах „Море“. В периода 1990 – 1999 г. е драматург и режисьор на театър „Възраждане“ – София.
От 2000 г. е творец на свободна практика – автор на поезия, драматургия, белетристика, мемоаристика и публицистика, композитор, певец, рецитатор, гост-режисьор.

### Работа в театъра, телевизията и киното
Пиесите на Недялко Йорданов са преведени и поставени в Германия (ФРГ и ГДР), Франция, Белгия, Финландия, Япония. Русия, Украйна, Белорусия, Латвия, Литва, Естония, Молдова, Грузия, Полша, Чехия, Словакия, Унгария, Румъния, Сърбия, Турция и др.
Недялко Йорданов е режисьор от 1969 година. Оттогава има 68 постановки на театрална сцена, предимно в Бургаския драматичен театър, както и в театър „София“, театър „Възраждане“, театър „Сълза и смях“, „Народен театър „Иван Вазов“ и театрите в Стара Загора, Ямбол, Хасково, Габрово, Добрич и др.
Режисирал е всички свои пиеси с изключение на „Ние не вярваме в щъркели“ и „Ние сме на 25“.
По-значителни постановки на други автори:
- „Хамлет“ – Шекспир[4]
- „Чайка“ – Чехов
- „Слуга на двама господари“ – Карло Голдони
- „Енергични хора“ – Василий Шукшин
- „Словесен пейзаж“ – Христо Фотев
- „Носете си новите дрехи момчета“
- „В неделя, господ си почива“ – Стефан Цанев
- „Страшният съд“ – Стефан Цанев
- „Конферанс“ – Радой Ралин
- „ Букетче сухи незабравки“ – Никола Русев
- „Домашен ресторант“ – Ивайло Петров

Гастролирал е като режисьор в театър „Ярач“ – Лозд, Полша с „Развод“ (1978), както и в Театъра на комсомола – Ленинград с „Имате ли огънче“ (1976) – постановка, недопусната до премиера.
Като телевизионен режисьор поставя собствените си сценарии „Старецът“ (1975), „Любов необяснима“ (1976) и „Има нещо гнило в Дания“ (1998), и телевизионната новела „Аз и морето“ (1985) по стихове на Петя Дубарова, както и документалната импресия „Петимата оптимисти и кучето“ (1999).
Автор на документалните филми „Един трагичен живот“, Професия-актриса“, „Константин Ташев“, „Артистът пее и танцува“, „Странното село Кирово“, Извънземни в село Кирово“, Реквием за село Кирово“, „Булат в Бургас“, „ С Булат в Москва“ и поредицата автобиографични филми „Още ме има, още съм жив“ : „От себе си не си отивай“, „Не мога нищо да забравя“, „Сбогуване с Бургас“, „И да започнем отначало“, „Не си отивай, мой живот“.
Телевизионен водещ и автор на поредица срещи „Една вечер с...“ с участието на Блага Димитрова, Радой Ралин, Иван Радоев, Стефан Цанев, Георги Калоянчев, Марко Ганчев и Борис Димовски (БНТ 1991 г.)
Водещ на детските телевизионни сериали „Страшни смешки смешни страшки за герои със опашки“, „Приключения опасни със герои сладкогласни“ и „Вълкът срещу козата и трите ѝ козлета“.
Режисьор и сценарист на игралния филм „Кажи ми Кармен“ (1978).

### Музика
Писал е авторска музика за театралните спектакли „Мотопедът“ (1971), „Дъждът“ от Борис Априлов (1970), „Имате ли огънче“ (1976), „Словесен пейзаж“ от Христо Фотев (1977), „Довиждане до другия живот“ (1995), „Далечната сянка на далечните дни“ (2008).
Издал е една дългосвиреща плоча „Поезия и музика“ (1986) и аудио албумите „Песните на Недялко Йорданов“ (1992), „Госпожице, Любов“ (1996), „Някога, някога“ (2006), „Всички мои песни“ (2010) – пет диска, в изпълнение на Недялко Йорданов и Ивана Джеджева: „Някога, някога“, „Сцената е моят дом“, „Усмихни се, любов“, Ваничка“, „Бог да пази България“, и диск шест „Колко си хубава, Господи“ – по стихове на Христо Фотев.
Като певец и изпълнител е изнесъл в продължение на 50 години над 1500 рецитала под акомпанимента на композиторите Константин Ташев и Хайгашод Агасян в почти всички градове на България, както и в Кувейт, Англия, Русия, Румъния, Словакия, Македония, Австрия, Германия, Сърбия.

## Творчество

### Поезия
- „Всичко ще изпитаме“ (1963)[3]
- „Едно дете говори с баща си“ (1964)
- „Когато ставаме бащи“ (1965)[3]
- „И все пак любов“ (1967)[3]
- „Лирика“ (1973)
- „Младостта си отива“ (1975)
- „Любовна лирика“ (1979)
- „Няма време“ (1981)
- „Стихотворения“ (1983)
- „Любов необяснима“ (1986)
- „Любовна лирика“ – допълнено издание (1987)
- „Остаряваме бавно“ (1990)
- „Не остарявай, любов“ (1991)
- „Песни“ (1994)
- „Любов“ (1995)
- „Великата илюзия любов“ – лиричен дневник (1995)
- „Имате ли огънче“ (1997)
- „118 песни“ (1998)
- „18 юли“ (1999)
- „Ранни стихове“ (1999)
- „Всичко“ (1999)
- “18 юли“ – допълнено издание (1999)
- „Не си отивай, мой живот“ (2001)
- „Старомодна поезия“ (2002)
- „Всички мои песни“ (2002)
- „Момчето, което говори с морето“ (2004)
- „Не остарявай, любов“ (2005)
- „Здравей, любов“ (2006)
- „18 юли“ – допълнено (2008)
- „70 стихотворения“ (2009)
- Том първи Поезия – 1955 – 1961 (2009)
- Том втори Поезия – 1961 – 1982 (2009)
- Том трети Поезия – 1983 – 2008 (2009)
- Том четвърти Сатира, Песни 1958 -2001 (2009)
- „Танц“ (2010)
- „Ела, любов“ (2012)
- „Безлюбовие“ (2012)
- „Не остарявай, любов“ – стихотворения за Ивана (2014)
- „Сцената е моят дом“ – второ издание (2015)
- „Живей, живот“ (2015)
- „21 век“ (2016)
- „Мрън мрън“ (2017)
- „67 сутрини“ (2018)
- “Сребърна любов“ (2019)
- „Пепел ми на езика“ (2020)
- „Часът на истината наближава“ (2021)
- „Епопея на незабравимите“ (2021)
- „Все още“ ( 2022)
- "Не ми се тръгва" (2024)

### Пиеси
- „Ние не вярваме в щъркели“ (1966)[3][4]
- „С надежда за утре“ (1967)
- „Ние сме на 25“( 1969)
- „Мотопедът“ (1971)
- „Въпрос на принцип“ (1972)
- „Любов необяснима“ (1974)
- „Имате ли огънче“ (адаптация на „С надежда за утре“ 1976)[3]
- „Развод по български“ (1978)
- „Мата Хари“ (1983)
- „Една за всички, всички за една“ (1986)
- „Убийството на Гонзаго“ (1988)
- „Касетофонът“ (1989)
- „Поезията на Трендафил Акациев“ (1991)
- „Има нещо гнило в Дания“ (1992)
- „Волни птички божии“ (1993)
- „Трендафил Акациев 2“ (1994)
- „Довиждане до другия живот“ (1995)
- „В старо село на край света“ (1996)
- „В старо село на край света 2“ (1998)
- „Далечната сянка на далечните дни“ (2007)
- „Каквото – такова“ (2018)

### Драматургия (издания)
- „Въпрос на принцип“, „Любов необяснима“, „Мотопедът“ (1977)
- „Развод по български“ (1978)
- „Имате ли огънче“ (1980)
- „Мата Хари“ (1983)
- „И в дъжд и във вятър пак на театър“ (1987)
- Пиеси – два тома
- „Ние не вярваме в щъркели“ /том първи (1998)
- „Убийството на Гонзаго“ /том втори (1998)
- „Ще те накарам да се влюбиш“ – мюзикъл (2001)
- Събрано:
- Том пети Пиеси – 1966 – 1972 (2010)
- Том шести Пиеси – 1972 – 1988 (2010)
- Том седми Пиеси – 1989 – 1994 (2014)
- Том осми Пиеси – 1994 – 2004 (2020)

### Сатирични сборници
- „Трендафил Акациев – поет на соцреализъма и демокрацията“ (1992)[4]
- „Трендафил Акациев 2“ (1996)
- „Трендафил Акациев 1, 2, 3“ (1998)

### Документални книги
- „Истината за моя баща“ (1992)
- „Истината за моя баща“ – допълнено (2014)
- „Историята на една любов“ първа част (2002)
- „ Историята на една любов“ втора част (2003)
- „Здравей, Аз“ – мемоари (2005)
- „От себе си не си отивай“ – мемоари (2006)
- „Сбогуване с Бургас“ – мемоари (2007)"
- „И да започнем отначало“ – мемоари (2008)
- „Моят Радой“ (2017)
- „Някога, някога. Дневници том 1“ (2017)
- "Житие и страдания грешнаго Недялко" (2023)

### Публицистика. Белетристика. Мюзикъл
- „Скандално“ (2001) – публицистика
- „Внимание“ (2003) – публицистика
- „Сцената е моят дом“ – книга за театъра (2003)
- „Ще те накарам да се влюбиш“ – мюзикъл (2001)
- „Любов по време на демокрация“ – роман (2014)

### Книги за деца
- „Аз се казвам Красимир“ (1971)[3]
- „Красимир и Владимир“ (1978)
- „Страшни смешки, смешни страшни за герои със опашки“ – роман в стихове (1982)
- „Приключенията на Красимир и Владимир“ (1988)
- „Приключения опасни със герои сладкогласни“ (1997)
- „Вълкът срещу козата и трите ѝ козлета“ (1998)
- „Страшни смешки, смешни страшки“ (1998)
- „Приключенията на Тамарка“ – детска поема (2000)
- „Приключенията на Красимир“ (2001)
- „Страшни смешки, смешни страшки“ (2006)
- “Приключенията на Красимир и Владимир. Приключенията на Тамарка“ (2008)
- “Приключения опасни“ (2012)
- „Пиеси за деца“ (2019)
- „Буквички добрички“ (2020)

### Сценични композиции
- „Смехът на Чехов“ (1969) – сценичната композиция по малките разкази на А. П. Чехов.

### Пиеси за деца
- „Вълкът и седемте козлета“ (1971) – пиеса за куклен театър
- „Страшни смешки, смешни страшки за герои със опашки“ (1980)
- „С Красимир на панаир“ (1980) – пиеса за куклен театър
- „Крокодил посред балкана“ (1981) – пиеса за куклен театър
- „Приключения опасни със герои сладкогласни“ (1985)
- „И в дъжд и във вятър, пак на театър“ (1987)
- „Вълкът срещу козата и трите ѝ козлета“ (1997)

### Телевизионни постановки и сценарии
- „Старецът“ (1975) – телевизионен театър по БНТ.
- „Любов необяснима“ (1976) – телевизионен театър по БНТ.
- „Страшни смешки, смешни страшки“ (1994) – детски телевизионен сериал по БНТ.
- „Приключения опасни“ (1995) – детски телевизионен сериал по БНТ.
- „Вълкът срещу козата и трите ѝ козлета“ (1997) – детски телевизионен сериал по БНТ.
- „Има нещо гнило в Дания“ (1998) – девет сериен телевизионен филм за телевизия СКАТ Бургас.

### Документални филми
- „Един трагичен живот“[4]
- „Професия-актриса“
- „Константин Ташев“
- „Артистът пее и танцува“
- „Странното село Кирово“
- „Извънземни в село Кирово“
- „Реквием за село Кирово“
- „Булат в Бургас“
- „С Булат в Москва“
- „Джурлата“

### Автобиографични филми поредица „Още ме има, още съм жив“
- „От себе си не си отивай“
- „Не мога нищо да забравя“
- „Сбогуване с Бургас“
- „И да започнем отначало“
- „Не си отивай, мой живот“

### Сценарии за игрални филми
- „Дневна светлина“ (1975)
- „Кажи ми Кармен“ (1978) – сценарий и режисура

### Авторски адаптации
- „Хубавата Елена“ (1997) – авторска адаптация-либрето на оперетата за Музикалния театър „Стефан Македонски“

### Пиеси за радиотеатър
- „Мотопедът“ (1970)
- „Довиждане до другия живот“ (1995)

### Музикални сборници
- „Всички мои песни“ – събрани на mp3 (2018)

### Аудио издания
- „Поезия и музика“ (1986) – дългосвиреща плоча
- „Песните на Недялко Йорданов“ (1992)
- „Госпожице, Любов“ (1996)
- „Някога, някога“ (2006)
- „Всички мои песни“ (2010) – пет диска по музика на Недялко Йорданов и Хайгашод Агасян в изпълнение на Недялко Йорданов и Ивана Джеджева: „Някога, някога“, „Сцената е моят дом“, „Усмихни се, любов“, Ваничка“, „Бог да пази България“. Диск шест „Колко си хубава, Господи“ – авторска музика и изпълнение на Недялко Йорданов по стихове на Христо Фотев

### Награди и ордени
- „Златен Орфей“ за цялостно песенно творчество (1997)[4]
- „Златен Пегас“ (2002/)
- „Золотая муза“ (2004)
- „Марко Семов“/2007/ „Иван Вазов“ (2007)
- „Невена Коканова“ (2010)
- „Димчо Дебелянов“ (2013)
- „Златен век“ (2015)
- „Стоян Михайловски“ (2018)
- „Хр. Г. Данов“ (2018)
- „Златно перо“ (2020)
- орден „Кирил и Методий“ – първа степен (2005)[4]
- орден „Стара планина“ – първа степен (2010)
- Почетен гражданин на Бургас и Малко Търново